# Famille Abbatucci
Pour les articles homonymes, voir Abattucci.
La famille Abbatucci est une famille subsistante de la noblesse française, originaire  de Corse.
Elle fut maintenue noble en 1773 par le Conseil supérieur de la Corse.

## Histoire
La famille Abbatucci est originaire de Zicavo, en Corse du sud. C'est l'une des grandes familles de Corse.
Elle a formé vers 1650 deux branches, toutes deux subsistantes.[réf. nécessaire]

## Branche aînée
- Séverin Abbatucci (1686-1751), colonel dans l'armée vénitienne.
  - Jacques Pierre Abbatucci, né le 7 septembre 1723 à Zicavo (Corse) et mort le 11 mars 1813 à Ajaccio (Corse), médecin, général de division (1795).
    - Jacques Pierre Abbatucci (vers 1765-1851), magistrat, consul de France.
      - Jacques Pierre Charles Abbatucci, né le 21 décembre 1791 à Zicavo et mort le 9 novembre 1857 à Paris, avocat, député, ministre de la Justice de Napoléon III (1852-1857)[4].
        - Jean Charles Abbatucci, né à Zicavo le 25 mars 1816, et mort à Paris le 29 janvier 1885, avocat, magistrat, maitre des requêtes au Conseil d'État en 1852, député de Corse, président du Conseil Général de la Corse[5]. Il a correspondu avec George Sand en 1852 et 1853[6].
        - Antoine Dominique Abbatucci, né le 4 janvier 1818 à Zicavo et mort le 26 janvier 1878 à Nancy, général de division, gouverneur de Nancy.
        - Séverin Paul AbbatucciSéverin Paul Abbatucci, né le 21 juin 1821 à Zicavo et mort le 22 juin 1888 à Olmeto (Corse), maire de Zicavo, député de Corse de 1852 à 1871[5], dont postérité patronymique.

    - Jean Charles Abbatucci, né le 15 novembre 1771 à Zicavo et mort le 2 décembre 1796 à Huningue dans le Haut-Rhin, général de brigade, célèbre pour sa défense de Huningue en 1796, au cours de laquelle il fut tué. Son nom est inscrit sous l'Arc de triomphe.
    - Jacques-Marie Sèverin Abbatucci, né en 1774 ou 1775 à Zicavo ; lieutenant mort à Toulon en 1794 de blessures reçues lors du siège de Calvi.
    - Antoine Dominique Abbatucci, chef d'escadron tué à 22 ans, en 1798, lors de la campagne d'Égypte.

## Armoiries
Écartelé : aux 1 et 4, d'azur au lion d'or rampant à sénestre contre le fut d'un arbre d'argent terrassé de sinople ; aux 2 et 3, d'or à une tour au naturel, sommée d'une aigle de sable.[réf. nécessaire]

## Alliances
Les principales alliances de la famille sont : Colonna d'Istria, de Peretti della Rocca, de Rocca Serra, Giustiniani, Pozzo di Borgo, Leccia, Paganelli, de la Costa, Colonna de Cesari Rocca, Rey de Foresta, Savary de Beauregard, Piétri.